# 布雷特·塞西尔
布雷特·塞索（英語：Brett Aarion Cecil，1986年7月2日—）出生於馬里蘭州的敦克爾克，畢業於馬里蘭大學（University of Maryland, College Park），是美國職業棒球大聯盟的投手。曾隨美國國家隊參加2017年世界棒球經典賽，並獲得冠軍。

## 外部連結
- 球員資訊和成績在MLB ，ESPN ，Retrosheet ，Baseball Reference ，Baseball Reference (Minors) ，Fangraphs ，The Baseball Cube （英文）
- Brett Cecil at MiLB.com （页面存档备份，存于）